# Битка при Елня
Битката при Елня, състояла се югоизточно от Смоленск от 30 август до 8 септември 1941 г., е сблъсък между армии на СССР и Нацистка Германия по време на Втората световна война, едно от първите поражения на немските войски на Източния фронт.
В съветската и руската историография боевете около Елня се възприемат като част от завършителния етап на Смоленското сражение.

## Предистория на битката
Условията за Елнинската настъпателна операция на съветските войски се зараждат през втората половина на юли, когато части на германската 2-ра танкова група (10-а танкова дивизия и моторизираната дивизия на СС „Дас Райх“ от 46-и танков корпус) завземат Елня. През града, разположен на 82 км от Смоленск, преминава железопътна линия за Сухиничи и Москва . Около него немците заемат позиции, вдадени трийсетина километра навътре в съветската отбрана. Елнинският плацдарм е заплаха за фланга и тила на войските, отбраняващи се по московското направление западно от Вязма. По тази причина командването на Резервния фронт (армейски генерал Георгий Жуков) полага особени усилия за ликвидирането му. Боевете в края на юли и в първите седмици на август завършват без успех за съветските войски. Междувременно немските танкови и моторизирани части около Елня са заменени с пехота от 9-и армейски корпус на генерала от пехотата Херман Гайер. На 8 август плацдармът е зает от 20-и корпус (генерал от пехотата Фридрих Матерна), а войските на Гайер са преместени на юг (към Рославъл). Само седмица по-късно силният съветски натиск върху Матерна налага връщането на 9-и корпус към Елня.

## Съветски планове
На 21 август Жуков нарежда на командира на 24-та армия, генерал-майор Константин Ракутин, да преустанови безплодните атаки, за да подготви по-добре следващата офанзива. През следващите няколко дни седем стрелкови, една моторизирана и една танкова дивизия се подготвят да нанесат решителен удар. Планът, разработен от щаба на Резервния фронт, цели обкръжаване и разгром на германската групировка около Елня. За целта са обособени две бойни групи (северна и южна) за нанасяне на насрещни удари в основата на Елнинската издатина. Главна роля се отрежда на северната група, в чийто състав са танковата и две от стрелковите дивизии. Когато двете групи се съединят западно от Елня, те трябва да образуват вътрешен и външен фронт, за да отразят очакваните опити за разкъсване на обкръжението. Трета бойна група има задачата да настъпи от изток срещу Елня, да разсече на две района, зает от немските войски, и да улесни по такъв начин унищожаването им. Общата численост на войските, отредени за извършване на операцията, е 60 000 бойци с 800 оръдия и 35 танка. Срещу тях, на фронт с обща дължина от 70 км, стоят четири пехотни дивизии от 4-та армия на Вермахта, които наброяват (по съветски данни) 70 000 бойци с 500 оръдия и 40 танка. И двете страни страдат от недостиг на боеприпаси за артилерията и непопълнен личен състав на дивизиите.

## Сражението
Новата съветска офанзива започва рано сутринта на 30 август. В първите два дни северната и южната ударни групи правят опити да пробият немската отбрана, съответно североизточно и югоизточно от Елня, но успяват да напреднат само с по 2 километра. Обективните причини за незначителния напредък са недостигът на танкове, почти пълната липса на поддръжка от въздуха, лошата координация на пехотата и танковете, недостигът на снаряди за артилерията и др.
Слабият успех на първите съветски атаки дава възможност на немците да организират контраатаки на 1 и 2 септември със силите на 10-а танкова дивизия. Целта им е да изтласкат противника и да задържат в свои ръце Елнинския плацдарм. Контраатаките обаче са отбити и на 3 септември съветските сили отново преминават в настъпление с подкрепления, събрани от Жуков и Ракутин за сметка на резервите на 24-та армия и войски от съседните участъци на фронта. Въпреки трудностите, създадени от гористо-блатистия терен край с. Леонов, за едно денонощие ширината на Елнинската издатина в основата и се свива от двайсетина километра в началото на битката до 6-8 км.
Поради пряката опасност от обкръжение, още на 2 септември германското командване взема решение за организирано отстъпление от Елня. На 6 септември съветските войски си връщат контрола върху града. Немците отстъпват с ариергардни боеве. Два дни по-късно елнинският плацдарм е напълно ликвидиран, фронтовата линия се „изправя“ и стабилизира за сравнително дълъг период.

## Равносметка
Успехът при Елня се дължи отчасти на настъпателните действия на съветски войски при Смоленск и Рославъл, които ангажират германските резерви в първите дни на септември далеч от Елня. Въпреки че печели територии и изтласква противника 25 км на запад, съветската 24-та армия не успява да обкръжи и унищожи живата сила на противника. Съветските загуби по време на битката наброяват 31 853 души.
Макар и да се измъкват от обкръжението, германските войски понасят невъзвратими загуби (над 45 000 души за целия период на боевете край Елня от края на юли). Според някои изследователи цената, платена от германците в крайна сметка неуспешния опит да задържат Елня, е неприемлива от стратегическа гледна точка и намалява трайно боеспособността на 4-та армия. Последното се проявява през октомври при германското настъпление към Москва.